# Asepodiva ihana
Asepodiva ihana är en insektsart som beskrevs av Irena Dworakowska 1994. Asepodiva ihana ingår i släktet Asepodiva och familjen dvärgstritar.
Artens utbredningsområde är Sri Lanka. Inga underarter finns listade i Catalogue of Life.